# Wappen der Provinz León

Wappen der Provinz León (offiziell festgestellt auf der Provinzflagge am 25. Juni 1960)

Die Provinz León verwendet seit dem Ende des 19. Jahrhunderts dasselbe Wappen. Es wurde damals zu einem unbekannten Datum eingeführt, um das Wappen der Provinz von dem der Stadt León zu unterscheiden. Entscheidendes Unterscheidungsmerkmal war damals die Krone auf dem Kopf des Löwen, die die Provinz als Nachfolger des Königreichs führt, die Stadt aber nicht. Bei der Festlegung der Provinzflagge durch das Plenum der Abgeordnetenversammlung am 25. Juni 1960 wurde auch dieses Wappen verwendet. Es erschien am 9. März 1964 als 27. Briefmarke einer Serie Escudos provinciales españoles.

## Beschreibung
In der Heraldik werden die Bezeichnungen rechts und links grundsätzlich aus der Sicht der Person verwendet, die den Schild vor sich her tragen würde, also entgegengesetzt zur Sicht des Betrachters.
Das Wappen der Provinz León zeigt in silbernem Feld einen golden bewehrten, gezungten und gekrönten, roten, nach rechts gewandten Löwen. Auf dem Schild liegt die offene, spanische Königskrone aus den Zeiten Sancho IV. von Kastilien.

## Historische Herkunft der Wappenbestandteile
Der aufrechte, nach rechts gewandte Löwe ist seit Alfons VII. (1126–1157) das Wappentier des Königreichs León. Purpurfarben erscheint er erstmals unter Alfons IX. (1188–1230) in einem Kopialbuch der Kathedrale von Santiago de Compostela. Mit der goldenen Krone wird er erstmals unter Sancho IV. von Kastilien ab 1284 abgebildet. Die rote Farbe ersetzte Purpur seit der Thronbesteigung von Karl V. mehr und mehr.